# Reffroy
Reffroy é uma comuna francesa na região administrativa de Grande Leste, no departamento de Meuse. Estende-se por uma área de 9,41 km². Em 2010 a comuna tinha 79 habitantes (densidade: 8,4 hab./km²).